# Стефан Барджик
Стефан Барджик е български революционер от арумънски произход, войвода на Вътрешната македоно-одринска революционна организация.

## Биография
Стефан Барджик е роден в битолското село Маловище и по народност е влах. Емигрира в Русия. В 1901 година се завръща в Македония и влиза във ВМОРО. По време на Илинденско-Преображенското въстание е войвода на чета от 30 души. Заловен е с измама от властите и е убит след изтезания на 27 август 1903 година в планината над родното му село.